# Biblioteca Newberry

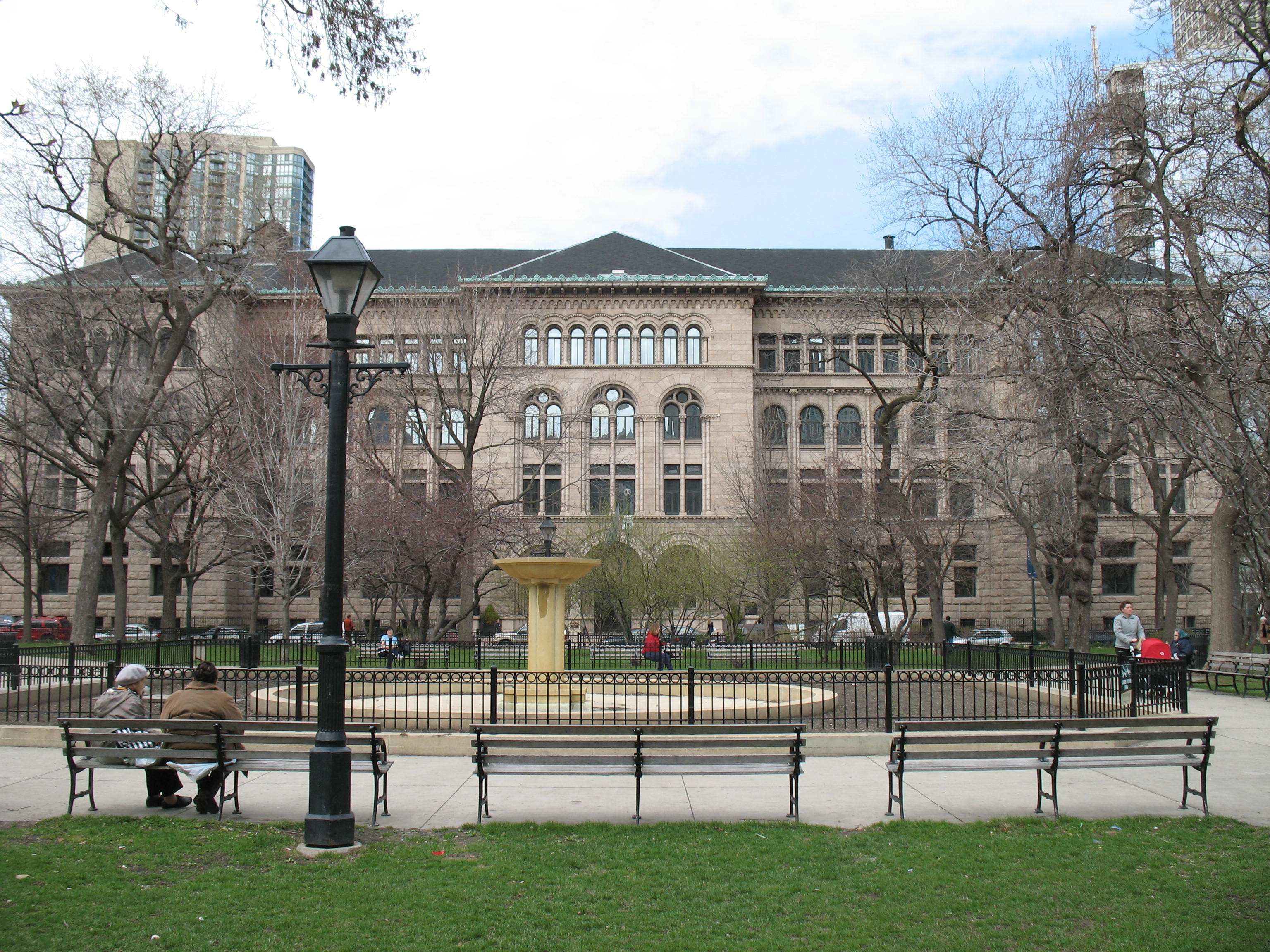
Biblioteca Newberry, em Chicago

A Biblioteca Newberry (em inglês:  Newberry Library) é uma biblioteca pública da cidade de Chicago, nos Estados Unidos , particularmente voltada para as humanidades.
A biblioteca foi fundada em 1887 e recebeu o nome de Walter Loomis Newberry (1804-1868), que deixou metade de sua fortuna para criar a biblioteca. O legado tornar-se-ia efetivo se as suas duas filhas falecessem sem descendentes, o que aconteceu, pois as suas duas filhas morreram sem filhos em 1870. O edifício foi projetado por Henry Ives Cobb (1859-1931). 
A Biblioteca Newberry é uma biblioteca de referência, com acesso público e gratuito. É uma das principais bibliotecas de pesquisa privadas e independentes do mundo, com foco particular nas ciências humanas, particularmente na história e literatura americana e europeia. Contém mais de 500 000 documentos históricos, 1,5 milhões de livros e 5 milhões de páginas manuscritas, incluindo o Primeiro Fólio de Shakespeare e um manuscrito original do Popol Vuh, um texto mitológico da civilização maia.